# Isokari (ö i Egentliga Finland, lat 60,66, long 21,51)
Isokari är en ö i Finland. Den ligger i sjön Ahmasvesi och i kommunen Nystad i landskapet Egentliga Finland, i den sydvästra delen av landet, 190 km väster om huvudstaden Helsingfors. Öns area är 4 hektar och dess största längd är 340 meter i sydöst-nordvästlig riktning.